# 민스크

민스크

민스크(벨라루스어: Мінск 러시아어: Минск, 폴란드어: Mińsk, 영어: Minsk)는 벨라루스의 수도이다. 기계 제조(트랙터·모터·트럭·공작 기계·라디오·텔레비전), 모직물 등의 공업 도시로 교통의 요지이기도 하다.

## 주민
| 연도                                                                    | 인구      | ±%      |
| ----------------------------------------------------------------------- | --------- | ------- |
| 1450                                                                    | 5,000     | —       |
| 1654                                                                    | 10,000    | +100.0% |
| 1667                                                                    | 2,000     | −80.0%  |
| 1790                                                                    | 7,000     | +250.0% |
| 1811                                                                    | 11,000    | +57.1%  |
| 1813                                                                    | 3,500     | −68.2%  |
| 1860                                                                    | 27,000    | +671.4% |
| 1897                                                                    | 91,000    | +237.0% |
| 1917                                                                    | 134,500   | +47.8%  |
| 1941                                                                    | 300,000   | +123.0% |
| 1944                                                                    | 50,000    | −83.3%  |
| 1951                                                                    | 306,913   | +513.8% |
| 1956                                                                    | 438,709   | +42.9%  |
| 1961                                                                    | 580,833   | +32.4%  |
| 1966                                                                    | 758,319   | +30.6%  |
| 1971                                                                    | 966,515   | +27.5%  |
| 1976                                                                    | 1,161,999 | +20.2%  |
| 1981                                                                    | 1,350,492 | +16.2%  |
| 1986                                                                    | 1,515,745 | +12.2%  |
| 1991                                                                    | 1,624,724 | +7.2%   |
| 2001                                                                    | 1,714,949 | +5.6%   |
| 2011                                                                    | 1,868,657 | +9.0%   |
| 2021                                                                    | 2,038,822 | +9.1%   |
| 2022                                                                    | 1,996,553 | −2.1%   |
| Population size may be affected by changes in administrative divisions. |           |         |

1세기가 시작될 무렵에 민스크는 동슬라브족 사회가 형성되어 있었다. 1569년 이후의 폴란드-리투아니아 연방이었을 때, 폴란드인과 유대인이 이곳에서 거주하였다. 폴란드 분할 뒤에는 러시아 제국의 영토가 되었고 이곳에 러시아인이 거주하게 되었다.
1897년의 인구 조사에서, 유대인이 민스크 시의 가장 큰 소수 민족(51.2%)가 되었다. 당시의 소수 민족으로는 러시아인 (25.5%), 폴란드인 (11.4%) 벨라루스인 (9%)으로 구성되었다. 몇세기 동안에는 립카 타타르족도 거주했다.
제1차 세계 대전과 제2차 세계 대전 사이에 도시 인구가 변동이 심했다. 1959년의 조사에서 벨라루스인이 63.3%를 차지했다. 다른 소수 민족으로는 러시아인 (22.8%), 유대인 (7.8%), 우크라이나인 (3.6%), 폴란드인 (1.1%) 타타르족 (0.4%)으로 구성되었다. 1960년대와 1970년대에 잠시 변동이 있었고 1979년에 벨라루스인이 68.4%으로 올라갔다. 러시아인 (22.2%), 유대인 (3.4%), 우크라이나인 (3.4%), 폴란드인 (1.2%), 타타르족 (0.2%)으로 구성되었다.
1999년의 조사에 따르면, 벨라루스인들은 79.3%으로 올라갔다. 다른 소수 민족으로는 러시아인 (15.7%), 우크라이나인 (2.4%), 폴란드인 (1.1%) 유대인 (0.6%)으로 구성되었다. 러시아인과 우크라이나인은 1980년대 말부터 감소하기 시작했다(32만5,000명과 5만5,000명). 유대인 인구는 민스크에서 1970년대 초반에는 5만명이었지만, 거의 대부분이 이스라엘, 미국, 독일로 이주했다. 오늘날 민스크의 유대인은 1만명이다. 전통적으로 폴란드인과 타타르족은 여기에서 거주한 민족이었다(1만7,000명과 3,000명). 폴란드인들은 민스크의 서쪽에 거주하고, 타타르족들은, 타타르 공화국에서 이주했다.
일부 다른 소수민족들도 이곳에 거주한다. 대부분이 캅카스 국가들(조지아, 아르메니아, 아제르바이잔 출신)으로, 인구는 2,000 - 5,000명이다. 1970년대부터 민스크로 이주했다. 집시 공동체도 2,000명 정도가 거주하고, 보스니아인도 거주하고 있다.

## 기후
| 민스크의 기후                                                                      | 민스크의 기후 | 민스크의 기후 | 민스크의 기후 | 민스크의 기후 | 민스크의 기후 | 민스크의 기후 | 민스크의 기후 | 민스크의 기후 | 민스크의 기후 | 민스크의 기후 | 민스크의 기후 | 민스크의 기후 | 민스크의 기후 |
| 월                                                                                 | 1월           | 2월           | 3월           | 4월           | 5월           | 6월           | 7월           | 8월           | 9월           | 10월          | 11월          | 12월          | 연간          |
| ---------------------------------------------------------------------------------- | ------------- | ------------- | ------------- | ------------- | ------------- | ------------- | ------------- | ------------- | ------------- | ------------- | ------------- | ------------- | ------------- |
| 역대 최고 기온 °C (°F)                                                             | 10.3 (50.5)   | 13.6 (56.5)   | 24.6 (76.3)   | 28.8 (83.8)   | 30.9 (87.6)   | 35.8 (96.4)   | 35.2 (95.4)   | 35.8 (96.4)   | 31.0 (87.8)   | 24.7 (76.5)   | 16.0 (60.8)   | 11.1 (52.0)   | 35.8 (96.4)   |
| 일평균 최고 기온 °C (°F)                                                           | −2.0 (28.4)   | −0.8 (30.6)   | 4.5 (40.1)    | 12.8 (55.0)   | 18.9 (66.0)   | 22.4 (72.3)   | 24.3 (75.7)   | 23.6 (74.5)   | 17.5 (63.5)   | 10.3 (50.5)   | 3.6 (38.5)    | −0.6 (30.9)   | 11.2 (52.2)   |
| 일일 평균 기온 °C (°F)                                                             | −4.2 (24.4)   | −3.6 (25.5)   | 0.7 (33.3)    | 7.6 (45.7)    | 13.4 (56.1)   | 17.1 (62.8)   | 19.1 (66.4)   | 18.2 (64.8)   | 12.7 (54.9)   | 6.7 (44.1)    | 1.4 (34.5)    | −2.6 (27.3)   | 7.2 (45.0)    |
| 일평균 최저 기온 °C (°F)                                                           | −6.3 (20.7)   | −6.0 (21.2)   | −2.6 (27.3)   | 2.9 (37.2)    | 8.3 (46.9)    | 12.2 (54.0)   | 14.4 (57.9)   | 13.4 (56.1)   | 8.7 (47.7)    | 3.8 (38.8)    | −0.5 (31.1)   | −4.5 (23.9)   | 3.7 (38.7)    |
| 역대 최저 기온 °C (°F)                                                             | −39.1 (−38.4) | −35.1 (−31.2) | −30.5 (−22.9) | −18.4 (−1.1)  | −5.0 (23.0)   | 0.0 (32.0)    | 4.3 (39.7)    | 1.7 (35.1)    | −4.7 (23.5)   | −12.9 (8.8)   | −20.4 (−4.7)  | −30.6 (−23.1) | −39.1 (−38.4) |
| 평균 강수량 mm (인치)                                                              | 47 (1.9)      | 40 (1.6)      | 41 (1.6)      | 43 (1.7)      | 66 (2.6)      | 79 (3.1)      | 97 (3.8)      | 71 (2.8)      | 51 (2.0)      | 55 (2.2)      | 49 (1.9)      | 47 (1.9)      | 686 (27.0)    |
| 평균 강우일수                                                                      | 11            | 9             | 11            | 13            | 18            | 19            | 18            | 15            | 18            | 18            | 17            | 13            | 180           |
| 평균 강설일수                                                                      | 24            | 21            | 15            | 4             | 0.3           | 0             | 0             | 0             | 0.04          | 3             | 13            | 22            | 102           |
| 평균 상대 습도 (%)                                                                 | 86            | 83            | 77            | 67            | 66            | 70            | 71            | 72            | 79            | 82            | 88            | 88            | 77            |
| 평균 월간 일조시간                                                                 | 37.4          | 59.1          | 136.9         | 196.6         | 255.3         | 275.4         | 267.4         | 239.6         | 172.0         | 96.0          | 34.0          | 24.2          | 1,793.9       |
| 가능 일조율                                                                        | 18            | 24            | 37            | 43            | 52            | 54            | 53            | 53            | 43            | 30            | 14            | 12            | 40            |
| 출처 1: Pogoda.ru.net (평년값: 1991년~2020년, 극값: 1887년~현재)                   |               |               |               |               |               |               |               |               |               |               |               |               |               |
| 출처 2: 벨라루스 수문기상부 (일조율: 1938년/1940년/1945년~2000년), 미국 해양대기청 |               |               |               |               |               |               |               |               |               |               |               |               |               |

## 교통
민스크 국제공항이 있다. 대한민국에서 이곳을 가려면 아에로플로트, 에티하드항공 등의 허브공항을 경유해야 한다.

## 자매 도시
- 영국 노팅엄 (1957년)
- 일본 센다이시 (1973년)
- 인도 벵갈루루 (1973년)
- 프랑스 리옹 (1976년)
- 중화인민공화국 창춘시 (1992년)
- 폴란드 우치 (1992년)
- 독일 본 (1993년)
- 네덜란드 에인트호번 (1994년)
- 우크라이나 키이우 (1997년)
- 타지키스탄 두샨베 (1998년)
- 몰도바 키시너우 (2000년)
- 쿠바 아바나 (2005년)
- 이란 테헤란 (2006년)
- 아랍에미리트 아부다비 (2007년)
- 터키 앙카라 (2007년)